# Jean-François Croizier
Pour les articles homonymes, voir Croizier.
Jean-François Croizier d'Arranges est un ecclésiastique français du XIXe siècle, évêque de Rodez.

## Biographie

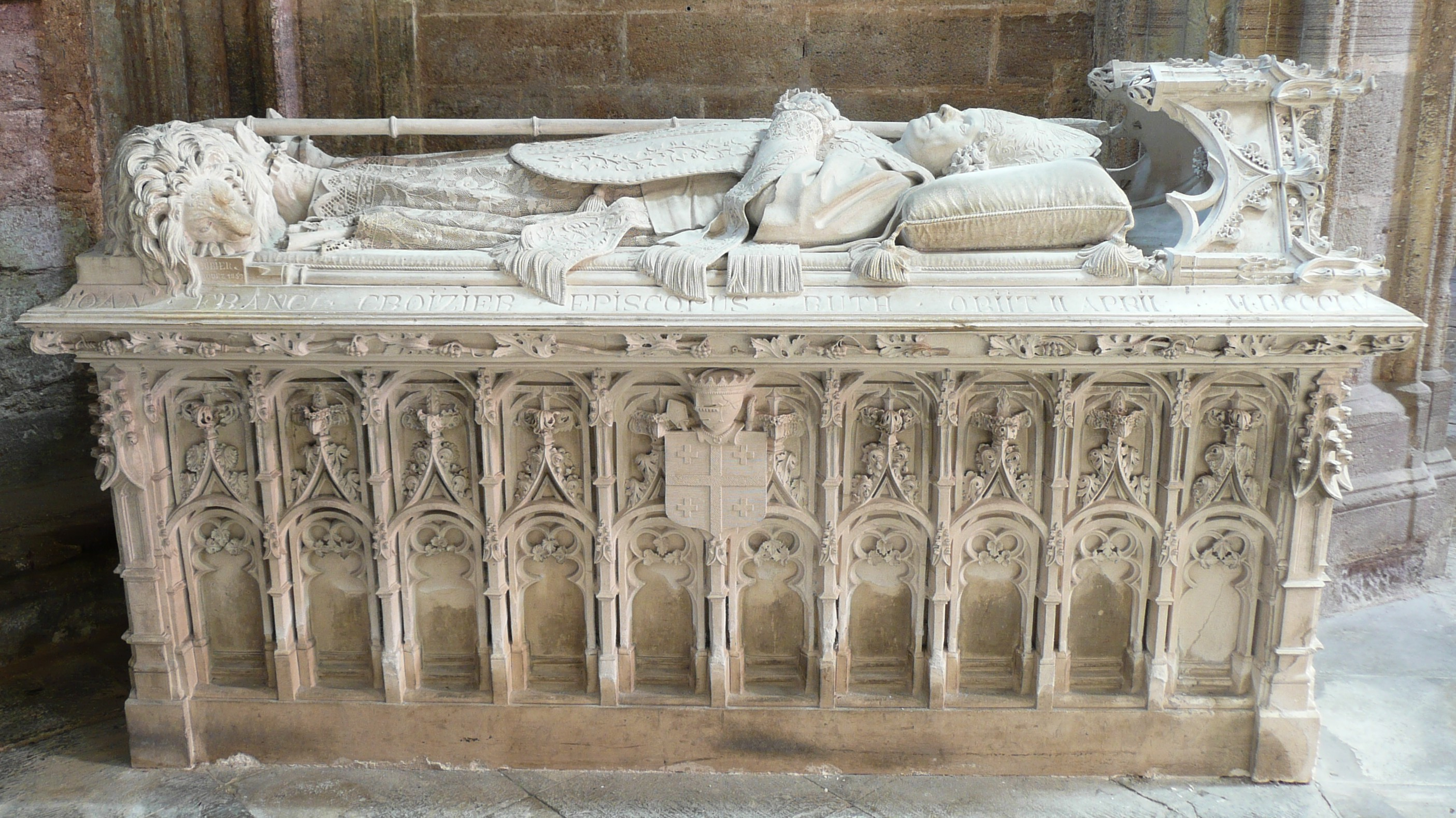
Tombeau et gisant de Jean-François Croizier par Ribier en 1859. Rodez (Aveyron, France), cathédrale Notre-Dame de l'Assomption, intérieur, chapelle St François-Régis.

### Famille
Il naquit dans une famille bourgeoise de Billom, de vieille extraction noble, souvent appelée "Croizier d'Arranges". Il est le fils de Pierre-Georges Croizier, féodiste puis conservateur des hypothèques et de Marie Daudet, issue d'une ancienne famille bourgeoise de Billom.

### Jeunesse et études
Il alla au collège de Billom puis il fut envoyé à Paris par son père pour étudier le droit afin de devenir avocat. Il y mena une vie très austère, s'interdisant jusqu'au théâtre, mais en revanche il allait écouter tous les sermons de l'abbé Frayssinous. Il demanda à son retour la permission de devenir prêtre, son père accepta très volontiers et il rentra au séminaire du Puy puis au séminaire de Saint-Sulpice. 

### Les débuts de la carrière ecclésiastique
Charles de Dampierre évêque de Clermont l’attacha après son ordination aux missions diocésaines, où il s'attacha aux prédications de missions dans les classes les plus pauvres du diocèse, il y fréquenta puis devint l’ami du futur évêque de Rodez, Pierre Giraud. En 1825, Pons évêque de Moulins en fit son vicaire général pendant 17 ans. 

### L'épiscopat
Lorsque Pierre Giraud quitta Rodez pour l'évêché de Cambrai, il recommanda son ami Croizier pour le remplacer, ce choix fut confirmé par le pape Grégoire XVI. Le début de son épiscopat fut marqué par un procès en diffamation porté contre lui par le journal anticlérical Univers: la cause prend fin en 1845 avec la condamnation du journal. À Rodez, il institua l’adoration perpétuelle. Il fut un acteur important de l'éducation chrétienne : profitant de la loi Falloux, il fit venir les frères de St Jean dans les paroisses pauvres pour y enseigner comme instituteurs et fit construire un collège à Saint-Affrique, dirigé par les jésuites, un à Graves, confié aux picpusiens et un autre à Rodez, dirigé par le clergé séculier diocésain. Il participa au Comité catholique pour promouvoir la liberté de l'enseignement secondaire fondé par Montalembert. Il établit les trappistes dans son diocèse et  publia des statuts synodaux en 1854. En 1847 il s’était rendu à Rome avec son ami Giraud devenu cardinal où il fut nommé par le pape Pie IX, assistant au trône pontifical et comte romain. En 1848, dans un contexte politique difficile, il enjoignit ses ouailles à aller voter aux élections législatives pour l'abbé Abbal, vicaire général du diocèse et qui fut élu. En 1850, il avait été chargé du discours de clôture du concile provincial convoqué par l’archevêque d’Albi. En 1851, il fonde la congrégation enseignante des Frères de Saint-Jean à Nant. Il est connu pour ses opinions franchement légitimiste. Il décéda le 2 avril 1855, dans son palais épiscopal.

## Armes

Armoiries de Croizier, évêque de Rodez, d'après le comte de Saint-Saud

D'azur à la croix d'or cantonnée de 4 croisettes du même

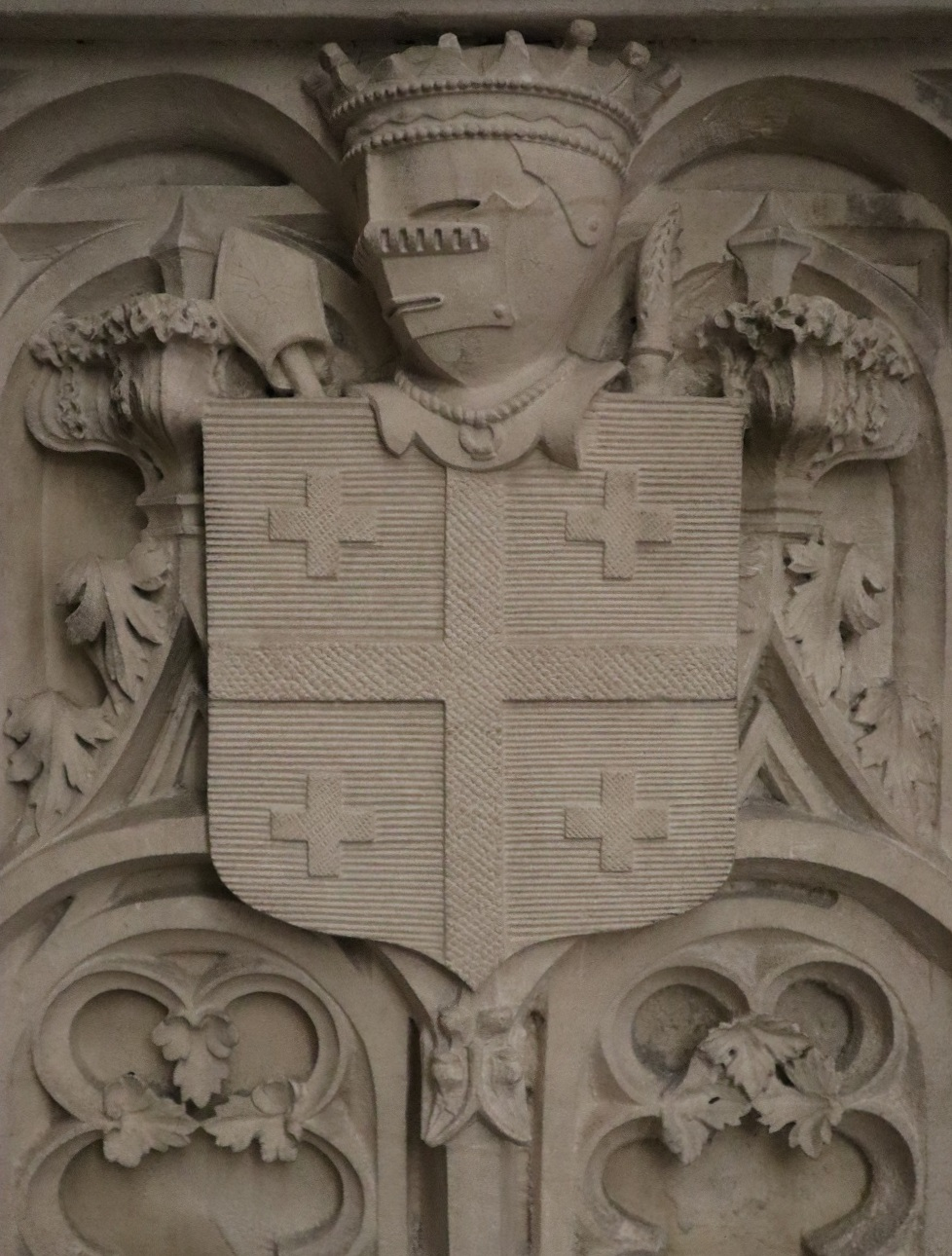
Armoiries de Croizier, évêque de Rodez, sur sa tombe dans la cathédrale de Rodez.